# 21545 Koirala
21545 Koirala este un asteroid din centura principală de asteroizi.

## Descriere
21545 Koirala este un asteroid din centura principală de asteroizi. A fost descoperit pe 17 august 1998 la Socorro, New Mexico, în cadrul proiectului LINEAR. Asteroidul prezintă o orbită caracterizată de o semiaxă mare de 3,04 ua, o excentricitate de 0,01 și o înclinație de 8,9° în raport cu ecliptica.